# Три мушкетёра: Микки, Дональд и Гуфи
«Три мушкетёра: Микки, Дональд и Гуфи» (англ. Mickey, Donald, Goofy: The Three Musketeers) — американский полнометражный мультфильм 2004 года, выпущенный сразу на DVD без предварительного показа в кинотеатрах или по телевидению.

## Сюжет
На современной съёмочной площадке в кресле ведущего прямого эфира волею случая оказывается черепаха-уборщик. Не зная, что говорить, он рассказывает свою любимую историю — про трёх мушкетёров…
Микки, Дональд и Гуфи — бездомные сорванцы-бедняки. Однажды их из беды выручили настоящие мушкетёры, которые подарили им на память шляпу с автографами: Атос, Портос, Арамис и д’Артаньян. С тех пор три друга решили обязательно стать такими же мушкетёрами. А пока они работают прислугой в богатом доме капитана королевских мушкетёров — Пита. Обмолвившись капитану о своих планах, троица поднята на смех, Пит указывает их недостатки: Микки мал, Гуфи глуп, Дональд труслив.
На принцессу Минни совершено покушение, поэтому она срочно требует у Пита охрану для себя. Она даже не догадывается, что Пит и есть организатор покушения, ему совершенно не хочется давать принцессе надёжную охрану, поэтому он немедленно производит Микки, Дональда и Гуфи в мушкетёры и приставляет их охранять Минни. Он уверен, что они не справятся с задачей, и планирует похищение принцессы на следующий же день: ему надо срочно избавиться от неё, ведь скоро в театре будут давать оперу «Пираты Пензанса», на которой Пит планирует провозгласить себя королём Франции.
Принцесса, которая с первого взгляда влюбилась в Микки, и её придворная дама Дейзи под охраной троицы отправляется в поездку. На карету нападают братья Гавс, которые чуть ранее неудачно совершили покушение на принцессу (они хотели уронить с балкона на принцессу сейф), и на этот раз они с лёгкостью захватывают дам, а «мушкетёров» выбрасывают на обочину. Троица бросается в погоню и им удаётся освободить пленниц, используя смекалку.
Пит понимает, что ему нужно разлучить друзей, и тогда он справится с ними поодиночке. Ночной покой принцессы охраняет Гуфи, его без всякого труда выманивает и оглушает лейтенант Кларабель, пособница Пита. Дональда, несущего ту же стражу, хватают братья Гавс, и он в ужасе бежит прочь всё рассказать Микки. Тот не может уговорить Дональда побороть свой страх, и он уходит. Пит нападает на Микки и без труда побеждает мышонка, сломив его волю заявлением, что теперь он остался совсем один, без друзей. Микки прикован цепью в подвале, который скоро должен затопить прилив.
Тем временем Гуфи признаётся в любви Кларабель, и та, испытав ответные чувства, не убивает его, а наоборот рассказывает о коварных планах Пита. Гуфи случайно сталкивается с уплывающим прочь Дональдом и уговаривает того отправиться на помощь Микки. Они проникают в темницу и в последнюю секунду спасают мышонка.
Наступил день оперы. Братья Гавс запирают Минни и Дейзи в сундук, а один из них переодевается в принцессу, чтобы заявить от её лица о передаче власти. Появившиеся Микки, Дональд и Гуфи начинают бой с врагами за сундук с дамами прямо на сцене во время представления. Пит и его приспешники повержены, принцесса и её фрейлина освобождены, каждый нашёл себе пару, даже Дейзи, как ни странно, успела полюбить трусливого Дональда. Минни официально посвящает троих героев в мушкетёры.

## Песни
| Название песни                                  | Мелодия | Исполнитель в оригинале                              |
| ----------------------------------------------- | --- | ---------------------------------------------------- |
| Один за всех и все за одного (начальная тема)   | Кан-кан (Орфей в аду) | Роб Полсен                                           |
| Орфей в аду                                     | Кан-кан (Орфей в аду) | Роб Полсен                                           |
| Любовь                                          | Танец пастушков (Щелкунчик) и увертюра из «Ромео и Джульетты» | Роб Полсен                                           |
| Пит — французский король                        | В пещере горного короля (Пер Гюнт) | Джим Каммингс                                        |
| На крыльях любви                                | Голубой Дунай | Роб Полсен                                           |
| Цепи любви                                      | Хабанера (Кармен) | Билл Фармер, Эйприл Уинчелл                          |
| Это конец                                       | Симфония номер пять Бетховена | Роб Полсен                                           |
| L’Opera                                         | Отрывки из оперы «Пираты Пензанса» ("With catlike tread", "Poor wandering one", "Climbing over rocky mountain" и "I Am the Very Model of a Modern Major-General") | Джесс Харнелл                                        |
| Один за всех и все за одного (завершающая тема) | Кан-кан (Орфей в аду) | Роб Полсен, Билл Фармер, Тони Ансельмо, Уэйн Оллвайн |

## Роли озвучивали
- Уэйн Оллвайн — Микки Маус
- Тони Ансельмо — Дональд Дак
- Билл Фармер — Гуфи / Плуто
- Расси Тейлор — Минни Маус, принцесса
- Тресс Макнилл — Дейзи Дак, придворная дама принцессы
- Джим Каммингс — Пит, капитан королевских мушкетёров, изменщик
- Эйприл Уинчелл — Кларабель, лейтенант королевских мушкетёров, пособница Пита
- Джефф Беннетт и Морис Ламарш — братья Гавс
- Роб Полсен — трубадур
- Фрэнк Уэлкер — второстепенные персонажи
- Джесс Харнелл — старший генерал (в титрах не указан)
- Кендейс Кита[англ.] — сотрудница телестудии (в титрах не указана)